# Bulbophyllum cyclopense
Bulbophyllum cyclopense là một loài phong lan thuộc chi Bulbophyllum.